# 10542 Ruckers
10542 Ruckers (1992 CN3) là một tiểu hành tinh vành đai chính được phát hiện ngày 2 tháng 2 năm 1992 bởi E. W. Elst ở Đài thiên văn Nam Âu.